# Amazonmolly
Amazonmolly (Poecilia formosa) är en hybridart inom familjen levandefödande tandkarpar.
Amazonmollyn lever i Mexiko och är enkönad, med endast jungfrufödande honor.